# Rumunki (Michałowo)
Rumunki – nieoficjalny przysiółek wsi Michałowo w Polsce położona w województwie warmińsko-mazurskim, w powiecie iławskim, w gminie Susz.
Przysiółek leży na Pojezierzu Iławskim.
W latach 1975–1998 miejscowość należała administracyjnie do województwa elbląskiego.